# NGC 7005
NGC 7005 је група звезда у сазвежђу Водолија која се налази на NGC листи објеката дубоког неба.
Деклинација објекта је - 12° 52' 39" а ректасцензија 21h 1m 56,0s. Привидна величина (магнитуда) објекта NGC 7005 износи 13,1.